# Psittacanthus karwinskyanus
Psittacanthus karwinskyanus là một loài thực vật có hoa trong họ Loranthaceae. Loài này được (Schult.) Eichler miêu tả khoa học đầu tiên năm 1868.